# 블러디 쉐이크
"블러디 쉐이크"는 2010년에 개봉한 대한민국의 영화이다.

## 캐스팅
- 전혜진 : 수경 역
- 홍성혁 : 찬우 역
- 장성원 : 만호 역
- 김도용 : 우택 / 신부 역
- 박진희 : 지니 역
- 박선애 : 루피 역
- 금동현 : 삼촌 역
- 주영호 : 형사 1 역
- 김건 : 형사 2 역
- 신홍래 : 형사 3 역
- 신동기 : 어린 우택 역
- 최대성 : 젊은 남자 3 / 사채업자 역